# Wefugees
Wefugees (прежнее название: Wefugee) — социальный стартап из Берлина, основанный в 2016 году и управляющий, по собственным данным, крупнейшим в мире онлайн-сообществом для беженцев и помощников. Платформа рассматривает себя как центральный контактный пункт для вопросов по широкому кругу тем из повседневной жизни новоприбывших.

## Называние и самовосприятие
Название «Wefugees» — это слияние английских слов «Welcome» (добро пожаловать) и «Refugees» (беженцы). Альтернативное значение этого слова — «We are all Refugees» (Мы все беженцы). По мнению авторов, она призвано подчеркнуть интегративную и эгалитарную направленность работы стартапа, а также подчеркнуть общинную идею платформы.

## История
Идея создания Wefugees возникла в 2015 году, когда миграционное движение из стран Ближнего Востока, Северной и Северо-Восточной Африки в Германию достигло своего пика. В ходе самоэксперимента Корнелия Рёпер, которая впоследствии стала основательницей организации Wefugees, проверила существующие возможности получения информации по актуальным вопросам из повседневной жизни беженца. Отрезвляющие впечатления, полученные в процессе, привели к вопросу о том, как можно облегчить доступ к информации для вновь прибывших в Германию.
После проведения семинара по совместному проектированию с беженцами и осознания того, что целесообразно организовать онлайн-платформу основанную на принципе «вопрос-ответ», в январе 2016 года было запущено онлайн-сообщество. Технологическая компания enabee предоставила техническую основу для платформы. Реализация проекта стала возможной благодаря программе Think Big компании Telefónica o2 и стипендии Startery от SAP в Лаборатории социального воздействия в Берлине. Кроме того, было использовано финансирование программы Engagement mit Perspektive (PEP).
Учреждение организации в виде некоммерческой предпринимательской компании (gUG) состоялось в августе 2016 года. Основателями компании являются Корнелия Рёпер и Генриетта Шмидт. Кроме того, первые мероприятия сообщества были проведены в Берлине и Мюнхене, чтобы добиться более тесной связи между онлайн- и офлайн-секторами. В 2017 году Wefugees нацелились на расширение своих предложений за пределами интернета.

## Онлайн-сообщество
Общение на платформе происходит преимущественно на немецком и английском языках. Однако вновь прибывшие также могут задавать свои вопросы на родном языке. Благодаря привлечению добровольцев, говорящих на арабском языке и фарси, можно перевести соответствующие вопросы на немецкий или английский язык и дать соответствующие ответы всей общине.
Качество ответов на платформе обеспечивается несколькими модераторами. Они не только ведут дискуссию, но и обращаются к экспертам по работе с беженцами, которые участвуют в жизни нашего сообщества.
В 2017 году платформа зарегистрировала более 5 000 просмотров и более 1 000 пользователей в день. К апрелю 2017 года сообщество насчитывало около 1 500 членов. Было задано и отвечено более 800 вопросов. Wefugees имеет 11 000 постоянных пользователей в месяц (по состоянию на октябрь 2018 года) и считается[кем?] крупнейшей в мире онлайн-платформой для беженцев. В 2018 году за этот проект Корнелия Рёпер получила премию Global Goals Changemaker Award, которую ей вручил сам Билл Гейтс.